# دبیان
دبیان گنو/لینوکس (به انگلیسی: Debian GNU/Linux) که به‌نام دِبْیان (به انگلیسی: Debian) شناخته می‌شود، یک توزیع لینوکس آزاد و متن‌باز است که توسط پروژه دبیان در تاریخ ۱۶ اوت ۱۹۹۳ منتشر شد. نخستین نسخهٔ آزمایشی دبیان در ۱۵ سپتامبر ۱۹۹۳ منتشر شد، و نخستین نسخه پایدار آن در ۱۷ ژوئن ۱۹۹۶ منتشر شد. شاخه دبیان پایدار (Stable) محبوب‌ترین نسخه برای رایانه‌های شخصی و سرورها است. دبیان همچنین پایه بسیاری از توزیع‌های دیگر است، از جمله برجسته‌ترین آن‌ها اوبونتو.
دبیان یکی از قدیمی‌ترین سیستم‌عامل‌های مبتنی بر هسته لینوکس است. این پروژه توسط تیمی از داوطلبان با هدایت مدیر پروژه دبیان و سه سند اساسی توسط اینترنت هماهنگ می‌شود: قرارداد اجتماعی دبیان، قانون اساسی دبیان و دستورالعمل‌های نرم‌افزار آزاد دبیان. توزیع‌های جدید به‌طور مداوم به روز می‌شوند، و نامزد بعدی پس از ثابت‌شدن مبتنی بر زمان منتشر می‌شود.
دبیان از زمان تأسیس، به‌طور علنی و مطابق با اصول پروژه گنو توسعه داده می‌شود. به همین دلیل، بنیاد نرم‌افزار آزاد از نوامبر ۱۹۹۴ تا نوامبر ۱۹۹۵ حمایت مالی این پروژه را انجام داد. با پایان یافتن آن حمایت مالی، پروژه دبیان یک سازمان غیرانتفاعی با منافع عمومی تشکیل داد تا به حمایت مالی از توسعه آن بپردازد.

## امکانات

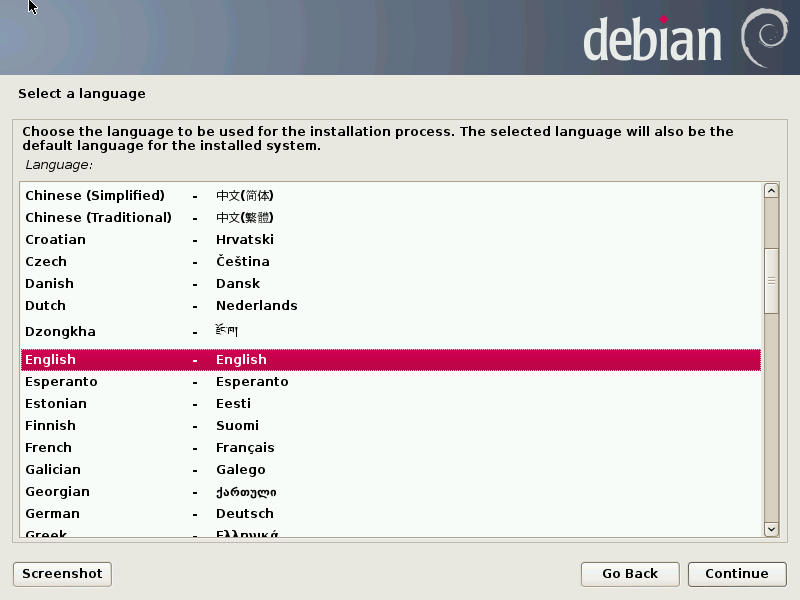
نسخه Wheezy Debian Installer، در حالت گرافیکی

دبیان به مخازن آنلاین که حاوی بیش از ۵۱۰۰۰ بسته دسترسی دارد. دبیان رسماً فقط نرم‌افزار آزاد دارد، اما می‌توانید نرم‌افزارهای غیرآزاد را از مخازن دبیان بارگیری و نصب کنید. دبیان شامل برنامه‌های آزاد محبوب مانند لیبره‌آفیس، مرورگر وب Firefox، نامه Evolution، مشعل دیسک K3b، پخش کننده رسانه VLC، ویرایشگر تصویر گیمپ و نمایشگر سند Evince است. دبیان یک انتخاب محبوب برای سرورها است، برای مثال مانند عامل سیستم عامل پشته لمپ.

### هسته
چندین طعم هسته لینوکس برای هر درگاه وجود دارد. به عنوان مثال، درگاه i386 دارای رایانه‌هایی برای رایانه‌های IA-32 است که از Physical Address Extension و محاسبات در زمان واقعی، برای رایانه‌های شخصی قدیمی و رایانه‌های x86-64 پشتیبانی می‌کنند. هسته لینوکس به‌طور رسمی حاوی سیستم عامل بدون منبع نیست، اگرچه چنین سیستم عامل در بسته‌های غیرآزاد و رسانه نصب جایگزین نیز موجود است.

### محیط‌های رومیزی
Debian تصاویر CD و DVD را به‌طور خاص برای XFCE , گنوم , KDE , MATE، Cinnamon، LXDE و LXQT ساخته شده ارائه می‌دهد. MATE رسماً پشتیبانی می‌شود، در حالی که پشتیبانی از Cinnamon با Debian 8.0 جسی اضافه شده‌است. مدیران پنجره کمتر رایج مانند Enlightenment، Openbox , Fluxbox , IceWM، ویندوز ساز و دیگران در دسترس هستند.
محیط رومیزی پیش‌گزیدهٔ نسخه 7.0 Wheezy به‌طور موقت به Xfce روشن شد، زیرا گنوم۳ در CD اول مجموعه جا نمی‌گرفت. پیش‌گزیدهٔ نسخه ۸٫۰ جسی دوباره در نوامبر ۲۰۱۳ به Xfce و در سپتامبر ۲۰۱۴ دوباره به گنوم تغییر یافت.

### بومی سازی
چندین بخش از دبیان به غیر از انگلیسی آمریکایی به زبان‌های دیگری ترجمه شده‌اند، از جمله توضیحات بسته، پیام‌های پیکربندی، اسناد و وب سایت. سطح بومی سازی نرم‌افزار به زبان بستگی دارد، از آلمانی‌ها و فرانسوی‌های بسیار پشتیبانی شده گرفته تا Creek و Samoan که به سختی ترجمه شده‌اند. نصب دبیان ۱۰ به ۷۶ زبان موجود است.

## نصب و راه اندازی
دبیان تصاویر دی وی دی و سی دی را برای نصب ارائه می‌دهد که با استفاده از بیت‌تورنت یا جیگدو قابل بارگیری است. دیسک‌های فیزیکی را می‌توان از خرده فروشان نیز خریداری کرد. مجموعه‌های کامل از چند دیسک تشکیل شده‌است (درگاه amd64 از ۱۳ دی وی دی یا ۸۴ سی دی تشکیل شده‌است)، اما فقط نخستین دیسک برای نصب مورد نیاز است، زیرا نصب کننده می‌تواند نرم‌افزاری را که در تصویر اول دیسک موجود نیست از مخازن آنلاین بازیابی کند.
دبیان روشهای مختلف نصب شبکه را ارائه می‌دهد. حداقل نصب دبیان از طریق CD netinst در دسترس است، که با استفاده از آن Debian فقط با یک پایه نصب می‌شود و بعداً می‌توان نرم‌افزار اضافه شده را از اینترنت بارگیری کرد. گزینه دیگر بوت شدن نصاب از شبکه است.
تصاویر نصب بر روی برخی معماری‌ها ترکیبی است و می‌توان از آنها برای ایجاد یک درایو USB قابل بوت (USB Live) استفاده کرد.
بوت استراپ لودر پیش فرض GNU GRUB نسخه ۲ است، اگرچه نام بسته به سادگی grub است، در حالی که نسخه ۱ به میراث grub تغییر نام داد. این با مثال منافات دارد. Fedora، که در آن grub نسخه 2 grub2 نامگذاری شده‌است.
رومیزی پیش فرض ممکن است از میان منوی DVD boot در میان گنوم , KDE Plasma , Xfce و LXDE و از سی دی‌های مخصوص ۱ دیسک انتخاب شود.

### تصاویر زنده
دبیان تصاویر نصب زنده را برای CD , DVD و درایوهای انگشت شست USB، برای معماری IA-32 و x86-64 و با انتخاب محیط‌های دسک تاپ منتشر می‌کند. این تصاویر Debian Live به کاربران امکان می‌دهد از رسانه‌های قابل جابجایی بوت شوند و دبیان را بدون اینکه روی محتویات رایانه خود تأثیر بگذارد، اجرا کنند.
نصب کامل دبیان بر روی دیسک سخت رایانه می‌تواند از محیط تصویر زنده آغاز شود.
تصاویر شخصی شده را می‌توان با ابزار ساخت زنده برای دیسک‌ها، درایوهای USB و برای اهداف بوت شدن شبکه ساخت.

## آرمان
برنامه دبیان بر پایه رهنمودهای نرم‌افزار آزاد دبیان راهنمایی می‌شود که به گونه آشکار می‌گوید آرمان این برنامه گسترش یک نرم‌افزار آزاد است و از درونمایه بنیادین آن رهنمودها این است که همه نرم‌افزارهای گسترده شده باید زیر یک پروانه نرم‌افزار آزاد باشند.

## ویژگی‌ها

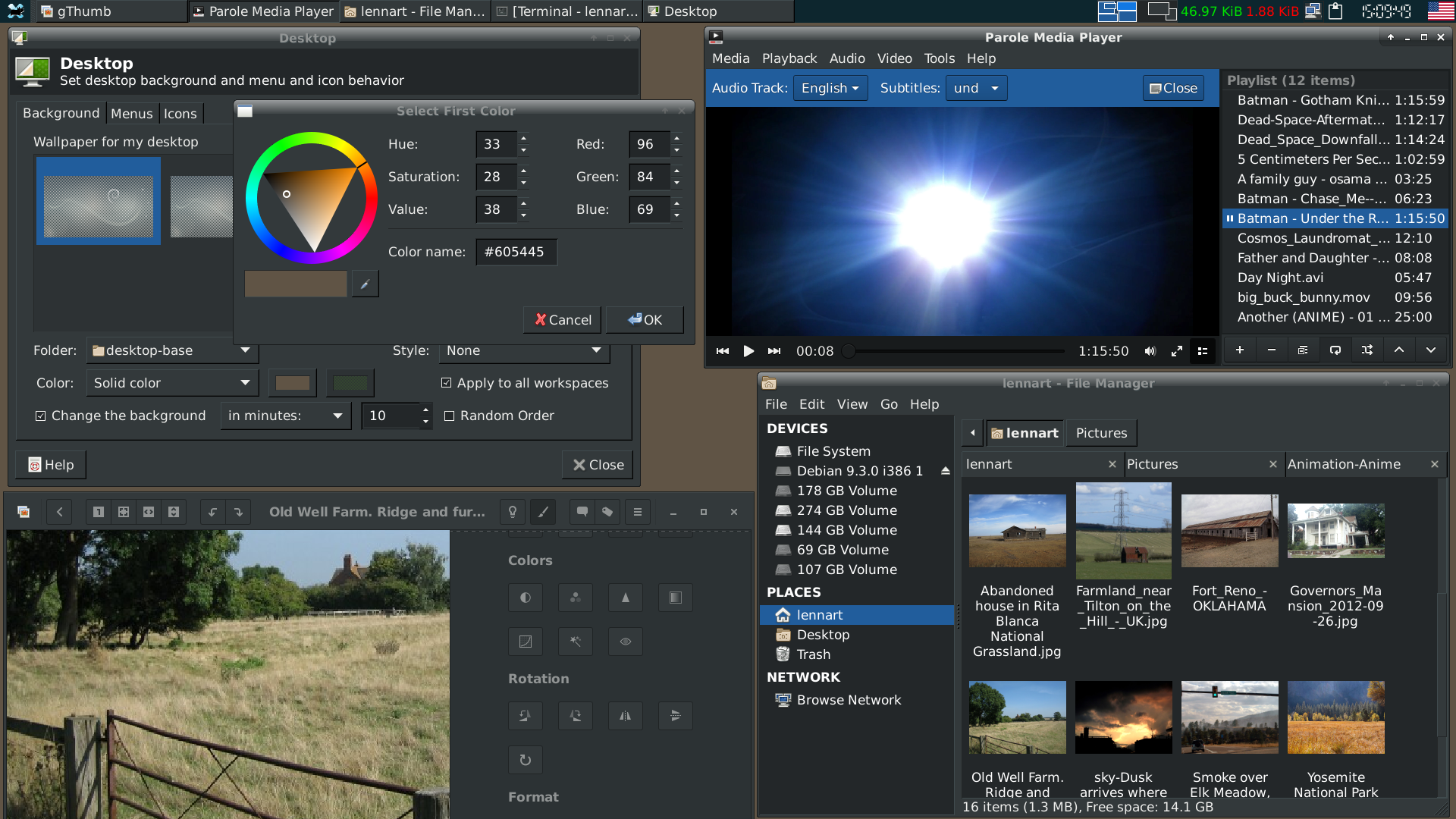
محیط کاربری دبیان نسخه 9.3

### گرداننده بسته‌ها
Dpkg برنامه بنیادین برای گردانش بسته‌های deb در دبیان می‌باشد. APT برای راه‌اندازی دیگر برنامه‌ها به‌کار می‌رود.
APT یک برنامه پیشرفته برای رسیدگی به بسته‌های دبیان است که دربرگیرنده چند برنامه می‌باشد: apt-get, apt-cache, apt-cdrom...
برتری استفاده از APT: آسانی و رسیدگی خودکار به نیازمندی‌های بسته‌ها و راه‌اندازی بسته‌ها از انبارهای آنلاین است.

### انبارها
دبیان بیش از ۴۹ هزار بسته راه‌اندازی شونده، و بیش از هر پخش لینوکس، در انبار خود دارد که با ویرایش سرراست پرونده /etc/apt/sources.list یا دگرگونی سامان میانجی APT می‌توان هر انباری را افزون کرد.

## توسعه
(اصلی: جدول چرخه حیات انتشارها)
هر بسته نرم‌افزاری دارای نگهدارنده ای است که ممکن است یک نفر باشد یا تیمی از توسعه دهندگان دبیان و نگهبانان غیر توسعه دهنده. نگهدارنده نسخه‌های بالادست را ردیابی می‌کند و اطمینان می‌دهد که بسته با بقیه توزیع توزیع می‌شود و از استانداردهای کیفیت دبیان مطابقت دارد. بسته‌ها ممکن است شامل اصلاحاتی باشند که توسط دبیان برای دستیابی به رعایت خط مشی دبیان، حتی برای رفع اشکالات خاص غیر دبیان ارائه شده‌است، اگرچه توصیه می‌شود با توسعه دهندگان بالادست هماهنگی لازم را انجام دهید.
نگهدارنده با بارگذاری بسته در سیستم «ورودی»، نسخه جدیدی را منتشر می‌کند که صحت بسته‌ها و امضاهای دیجیتالی آنها را تأیید می‌کند. اگر پکیج معتبر باشد، در آرشیو بسته‌بندی در منطقه ای به نام «استخر» نصب شده و هر روز در صدها آینه در سراسر جهان توزیع می‌شود. آپلود باید با استفاده از نرم‌افزار سازگار با OpenPGP امضا شود. همه توسعه دهندگان دبیان دارای جفت کلید رمزنگاری هستند. توسعه دهندگان مسئولیت هر بسته‌ای را که آپلود می‌کنند، حتی اگر بسته‌بندی توسط یک کمک کننده دیگر تهیه شده‌است، دارند.
در ابتدا، یک بسته پذیرفته شده فقط در شعبه ناپایدار موجود است. برای اینکه پکیج برای نسخه بعدی کاندید شود، باید با ملاقات زیر به شعبه آزمون مهاجرت کند:
- این برای مدت زمان معینی ناپایدار بوده‌است که بستگی به ضرورت تغییرات دارد.
- این اشکالات «مهم برای انتشار» ندارد، به جز مواردی که در حال حاضر در Testing حضور دارند. اشکالات مهم در انتشار، مواردی هستند که به اندازه کافی جدی تلقی می‌شوند و باعث می‌شوند این بسته برای انتشار مناسب نباشد.
- هیچ نسخه قدیمی منسوخ شده برای پورت‌های انتشار وجود ندارد.
- مهاجرت هیچ بسته‌ای را در Testing خراب نمی‌کند.
- وابستگی‌های آن را می‌توان با بسته‌هایی که قبلاً در Testing یا بسته‌های منتقل شده در همان زمان منتقل می‌شوند، راضی کرد.
- مهاجرت توسط یخ مسدود نمی‌شود.

بنابراین، یک اشکال مهم در انتشار نسخه جدید یک کتابخانه مشترک که بسیاری از بسته‌ها به آن بستگی دارند ممکن است از ورود آن بسته‌ها به آزمایش جلوگیری کند، زیرا کتابخانه به روز شده باید الزامات را نیز برآورده کند. از نظر شعبه، روند مهاجرت دو بار در روز اتفاق می‌افتد، و آزمایش را در بتا دائمی انجام می‌دهد.
به‌طور دوره ای، تیم انتشار دستورالعمل‌هایی را برای توسعه دهندگان منتشر می‌کند تا آماده انتشار شوند. نسخه جدید پس از یخ زدگی رخ می‌دهد، هنگامی که تمام نرم‌افزارهای مهم در شعبه Testing به روز هستند و سایر موارد مهم دیگر حل می‌شوند. در آن زمان تمام بسته‌های موجود در شاخه آزمایش به شاخه پایدار جدید تبدیل می‌شوند. اگرچه تاریخ‌های یخبندان مبتنی بر زمان هستند، اما تاریخ انتشار آن نیست، که پیش از این دو هفته از سوی مدیران انتشار اعلام می‌شوند.
یک نسخه از بسته می‌تواند متعلق به بیش از یک شاخه باشد، معمولاً تست و ناپایدار است. این امکان وجود دارد که یک بسته بتواند نسخه مشابه را بین نسخه‌های پایدار نگه داشته و در عین حال جزئی از قدیمی، پایدار، آزمایش و ناپایدار باشد. هر شاخه می‌تواند به عنوان مجموعه ای از نشانگرها در بسته «استخر» که در بالا ذکر شد، دیده شود.

### چرخه انتشار
یک شاخه جدید پایدار از دبیان تقریباً هر ۲ سال یکبار آزاد می‌شود. این به مدت ۳ سال با به روزرسانی برای رفع مشکلات مهم امنیتی یا قابلیت استفاده، پشتیبانی رسمی را دریافت می‌کند. نقطه انتشار هر چند ماه مطابق تعیین مدیران پایدار انتشار (SRM) در دسترس خواهد بود.
دبیان همچنین از زمان (Debian 6 (Debian Squeeze پروژه پشتیبانی بلند مدت (LTS) خود را آغاز کرد. برای هر نسخه Debian، دو سال به روزرسانی امنیتی اضافی ارائه شده توسط تیم LTS پس از پایان زندگی (EOL) ارائه می‌شود. با این حال، هیچ نسخه ای منتشر نمی‌شود. اکنون هر نسخه دبیان می‌تواند در مجموع ۵ سال از حمایت امنیتی دریافت کند.
هر زمان که یک نسخه پایدار عمده منتشر می‌شود، معمولاً هر دو سال یکبار، تیم امنیتی دبیان نسخه پایدار قبلی که حالا پایدار قدیمی (old-stable) نامیده می‌شود را تنها برای یک سال پشتیبانی خواهد کرد. این به این معنی است که انتشارهای دبیان معمولاً سه سال پشتیبانی دارند.
یک پروژه «پشتیبانی بلند مدت» برای دبیان وجود دارد که توسط «تیم امنیتی دبیان» اداره نمی‌شود، بلکه توسط یک گروه جداگانه از کمپانی‌ها و داوطلبانی که نیاز به پشتیبانی بیشتری دارند انجام می‌شود. هدف این پروژه این است که زمان حیات یک انتشار پایدار دبیان را حداقل به پنج سال برساند، البته تنها چند معماری توسط این پروژه پشتیبانی می‌شود نه همه معماری‌ها.

## پشتیبانی فنی
همانند تمام سیستم‌عامل‌های شبه-یونیکس و بسیاری از پروژه‌های متن-باز، بحث‌های مربوط به توسعه دبیان شامل اجزای مختلف و معماری‌های پردازنده تحت پشتیبانی، و همین‌طور پاسخ‌گویی به پرسش‌ها و مشکلات کاربران، به‌طور اصلی از طریق لیست‌های پست‌سپاری انجام می‌شود.
با توجه به هدف دبیان مبنی بر جهانی بودن و اجرا بر روی تمام پردازنده‌ها، برای بسیاری از زبان‌ها از جمله زبان پارسی، یک یا چند لیست پست‌سپاری اختصاص داده شده‌است که اشخاص اجازه دارند به زبانی غیر از انگلیسی در آنجا مشکلات و همین‌طور بحث‌های مربوط به بین‌المللی‌سازی و محلی‌سازی را به زبان خود یا انگلیسی مطرح کنند.
لیست پست‌سپاری دبیان برای زبان پارسی:
Debian Mailing Lists -- Index for debian-l10n-persian

## تاریخچه
(en)

### ۱۹۹۳–۱۹۹۸
دبیان نخستین بار در تاریخ ۱۶ اوت ۱۹۹۳ به‌دست ایان مورداک آشکار شد، کسی که در آغاز نام این سامانه را «انتشار لینوکس دبیان» نامید. نام دبیان آمیزه‌ای از نام نامزدش، دبرا لین و نام خودش بود. پیش از پراکندگی دبیان، لینوکس SLS نخستین پخش لینوکس کامپایل‌شده از بسته‌های نرم‌افزاری گوناگون بوده‌است، و یکی از پایه‌های دوست‌داشتنی دیگر پخش‌ها در سال ۱۹۹۳–۱۹۹۴ بود. باگ‌ها و نگهداری سست از SLS مورداک را برآن داشت که پخش تازه‌ای بگستراند.
در سال ۱۹۹۳ مورداک «بیانیه دبیان» را بگستراند، برنامه فراگیر خودش را برای سیستم‌عاملی تازه شناساند. او در آن اشاره به ساخت یک پخش لینوکس می‌کند که به‌گونه متن باز و آزاد نگهداری و پیشرفت داده شود، همانند لینوکس و گنو.
برنامه دبیان در آغاز به آرامی گسترش پیدا می‌کرد و نخستین نسخه‌های ۰٫۹x در سال‌های ۱۹۹۴ و ۱۹۹۵ گسترده شدند. در این هنگام این برنامه به دست پروژه گنو از بنیاد نرم‌افزار آزاد مورد حمایت (اسپانسر) قرار گرفت. نخستین پورت به معماری‌های به جز اینتل ۸۰۳۸۶ در سال ۱۹۹۵ آغاز گردید، و نخستین نسخهٔ ‎۱.x‎ دبیان در سال ۱۹۹۶ گسترده شد.
در سال ۱۹۹۶، بروس پرنز به عنوان رهبر پروژه جایگزین ایان مورداک شد.

### رهبران برنامه
رهبر برنامه دبیان (DPL) یک تن پیش‌کشیده در برنامه است که راه کنونی برنامه را گزینش می‌کند. برنامه تا به کنون رهبران زیر را داشته‌است:
- ایان مورداک (اوت ۱۹۹۳ – مارس ۱۹۹۶), بنیان‌گذار پروژه دبیان
- بروس پرنز (آوریل ۱۹۹۶ – دسامبر ۱۹۹۷)
- Ian Jackson (ژانویه ۱۹۹۸ – دسامبر ۱۹۹۸)
- Wichert Akkerman (ژانویه ۱۹۹۹ – مارس ۲۰۰۱)
- Ben Collins (آوریل ۲۰۰۱ – آوریل ۲۰۰۲)
- Bdale Garbee (آوریل ۲۰۰۲ – آوریل ۲۰۰۳)
- Martin Michlmayr (مارس ۲۰۰۳ – مارس ۲۰۰۵)
- Branden Robinson (آوریل ۲۰۰۵ – آوریل ۲۰۰۶)
- Anthony Towns (آوریل ۲۰۰۶ – آوریل ۲۰۰۷)
- Sam Hocevar (آوریل ۲۰۰۷ – آوریل ۲۰۰۸)
- استیو مک‌اینتایر (آوریل ۲۰۰۸ – آوریل ۲۰۱۰)
- استفانو زاکیرولی (آوریل ۲۰۱۰ – آوریل ۲۰۱۳)
- لوکاس ناسباوم (آوریل ۲۰۱۳ - هم‌اکنون)

## پشتیبانی سخت‌افزار

### نیازمندی‌های سخت‌افزار
حداقل سخت‌افزار مورد نیاز حداقل هسته و ابزارهای GNU است. الزامات پیشنهادی سیستم دبیان بستگی به میزان نصب دارد، که مربوط به افزایش تعداد قطعات نصب شده‌است:
| ظرفیت هارد دیسک | حداقل سرعت پردازنده ساعت (IA-32) | اندازه رم توصیه شده | حداقل اندازه رم | نوع         |
| --------------- | -------------------------------- | ------------------- | --------------- | ----------- |
| 2GB             |                                  | 512MB               | 256MB           | غیر دسک تاپ |
| 10GB            | 1 GHz                            | 2GB                 | 512MB           | دسک تاپ     |

حداقل نیاز واقعی حافظه بستگی به معماری دارد و ممکن است بسیار کمتر از اعداد ذکر شده در این جدول باشد. نصب Debian با ۱۷۰ مگابایت رم برای x86-64 امکان‌پذیر است؛ نصب کننده در حالت حافظه کم اجرا می‌شود و توصیه می‌شود یک پارتیشن swap ایجاد کنید. نصب کننده z / Architecture به حدود ۲۰ مگابایت رم نیاز دارد، اما به سخت‌افزار شبکه متکی است. به‌طور مشابه، نیازهای فضای دیسک، بستگی به بسته‌های نصب شده دارد، با انتخاب دستی بسته‌های مورد نیاز می‌توان کاهش داد. از ماه مه سال ۲۰۱۹، هیچ ترکیبی خالص وجود ندارد که نیازهای سخت‌افزاری را به راحتی کاهش دهد.
اجرای رابط‌های گرافیکی کاربر بر روی سیستم‌های قدیمی یا کم‌کار امکان‌پذیر است، اما نصب مدیران پنجره به جای محیط دسک تاپ توصیه می‌شود، زیرا محیط دسک تاپ از شدت منابع بیشتری برخوردار است. مورد نیاز برای نرم‌افزارهای فردی با شرایط محیط عملیاتی پایه متفاوت است و باید در نظر گرفته شود.

## نگارخانه

## مشتقات

درخت خانواده دبیان

| انشعاب از شاخه | توزیع                                                                            |
| -------------- | -------------------------------------------------------------------------------- |
| پایدار         | مپیس (SimplyMEPIS), کانوتیکس، کرانچ‌بنگ لینوکس، Floppix                           |
| آزمایشی        | اوبونتو (long term release), مپیس (antiX), پارسیکس، لینوکس مینت (Debian edition) |
| غیرپایدار      | اوبونتو، aptosid (former sidux), Semplice Linux                                  |
| ناشناخته       | دم اسمال لینوکس، Xandros, کنوپیکس، لینوکس بکترک، لینسپایر، LinEx, Vyatta, others |

## صفحات مرتبط
- جنبش فرهنگ آزاد